# خوليو زامورا
خوليو زامورا (بالإسبانية: Julio Alberto Zamora) هو مدرب كرة قدم ولاعب كرة قدم أرجنتيني، ولد في 11 مارس 1966 في روساريو في الأرجنتين. شارك مع منتخب الأرجنتين لكرة القدم. أما مع النوادي، فقد لعب مع أتلتيكو مدريد ب وريفر بليت وكروز آزول ونادي خورخي ويلسترمان ونادي ساباديل ونيولز أولد بويز.

## وصلات خارجية
- خوليو زامورا على موقع قاعدة بيانات كرة القدم.إي يو (الإنجليزية)
- خوليو زامورا على موقع ناشيونال فوتبول تيمز (الإنجليزية)
- خوليو زامورا على موقع Soccerway.com (الإنجليزية)
- خوليو زامورا على موقع عالم كرة القدم.نت (الإنجليزية)